# Thalía (álbum de 2013)
Thalía é uma compilação da cantora mexicana Thalía, lançada em 9 de dezembro de 2013 pela Sony Music. 
O álbum foi lançado exclusivamente no Brasil 
e contém os maiores sucessos da cantora retiradas do catálogo da Sony Music, além de quatro canções cantadas em português. 
O single principal do álbum, "Estou Apaixonado" teve sucesso nas rádios chegando às paradas de sucesso no Brasil e contou com a participação do cantor brasileiro Daniel.

## Antecedentes e produção
O álbum reúne canções dos discos Primera Fila e Habitame Siempre e versões em português de quatro canções desses dois discos, a saber: "Manias", "Equivocada", "Beija-me" e "Estou Apaixonado", que canta em dueto com o cantor sertanejo Daniel.
Esta foi a primeira vez desde 1997 que Thalía gravou músicas em português, desta vez com a esperança de estender sua turnê Viva! Tour ao Brasil, país que ela não visitava desde 2000.
Em entrevista ao G1, a artista falou que o dueto com o cantor Michael Bublé na música "Bésame Mucho" é imerso no ritmo da bossa nova, um dos estilos musicais brasileiros preferidos dela.
A cantora mostrou a capa do álbum em sua página do Instagram na noite de 21 de novembro de 2013.

## Singles
Estou Apaixonado foi o primeiro single lançado da coletânea e estreou nas rádios do Brasil no dia 6 de fevereiro de 2014. Debutou na posição #54 
da lista Hot 100 Brasil, e logo na segunda semana ficou na posição #30. Na terceira semana alcançou a posição #25 e na quarta semana ficou na #16 posição. Para divulgação, foi feito um videoclipe para a música que foi gravado separadamente pelos cantores em estúdio e depois mesclado em um só vídeo. O videoclipe foi lançado 
no YouTube no dia 14 de março de 2014.

## Lista de faixas
| Thalía -Edição Padrão |                                                                                        |                                                                         |                 |         |  |
| N.º                   | Título                                                                                 | Compositor(es)                                                          | Produtor(es)    | Duração |  |
| 1.                    | "Manias (Português)"                                                                   | Raúl Ornelas Versão em Português: Juliana Leite Arantes                 | Cheche Alara    | 3:48    |  |
| 2.                    | "Beija-me"                                                                             | Ricardo Montaner Jorge Luis Chacín Versão em Português: Roberta Miranda | Alara           | 4:36    |  |
| 3.                    | "Bésame Mucho (com Michael Bublé)"                                                     | Consuelo Velázquez                                                      | Humberto Gatica | 3:39    |  |
| 4.                    | "Estou Apaixonado (com Daniel)"                                                        | Donato Poveda Alfonso Salgado                                           | Aureo Baqueiro  | 4:47    |  |
| 5.                    | "Equivocada (Português)"                                                               | Mario Domm Maria Bernal Versão em Português: Cesar Lemos                | Baqueiro        | 4:04    |  |
| 6.                    | "Qué Será de Ti (Como Vai Você)"                                                       | Antonio Marcos Mario Marcos                                             | Baqueiro        | 4:37    |  |
| 7.                    | "Enséñame a Vivir"                                                                     | Reyli Barba                                                             | Baqueiro        | 4:22    |  |
| 8.                    | "Mujeres"                                                                              | Ricardo Arjona                                                          | Baqueiro        | 3:30    |  |
| 9.                    | "Atmósfera"                                                                            | Silvio Donizeti Rodrigues Guiliano Matheus                              | Armando Ávila   | 3:43    |  |
| 10.                   | "Habítame Siempre"                                                                     | Mario Domm Maria Bernal                                                 | Alara           | 4:01    |  |
| 11.                   | "Regalito de Dios"                                                                     | Edgar Alfredo Zabaleta                                                  | Alara           | 3:12    |  |
| 12.                   | "Ojalá"                                                                                | Andres Castro Edgar Barrera Omar Alfanno                                | Alara           | 3:41    |  |
| 13.                   | "Hits Medley: No Me Enseñaste/Tú Y Yo/Entre El Mar Y Una Estrella/María La Del Barrio" |                                                                         |                 | 5:52    |  |
| Duração total:        | Duração total:                                                                         | Duração total:                                                          | Duração total:  | 53:00   |  |

## Histórico de lançamento
| País    | Data                   | Formato          |
| ------- | ---------------------- | ---------------- |
| Brasil  | 9 de dezembro de 2013  | CD               |
| Mundial | 26 de dezembro de 2013 | Digital download |

## Vendas Estimadas
| Tiragens  | Distribuidora |
| --------- | ------------- |
| AA0003000 | Sony Music    |
| AB0005000 | Sony Music    |
| AB0003000 | Sony Music    |